# Грийли (окръг, Канзас)
Вижте пояснителната страница за други населени места с името Грийли.
Окръг Грийли (на английски: Greeley County) е окръг в щата Канзас, Съединени американски щати. Площта му е 2015 km², а населението - 1331 души. Административен център е град Трибюн.